# Houdini (Melvins)
Houdini è il quinto album dei Melvins, pubblicato nel 1993 dalla Atlantic Records. Fu il primo album realizzato dal gruppo con una major ed è considerato uno dei lavori più accessibili della band. Nei crediti dell'album, Kurt Cobain, il cantante dei Nirvana, è indicato come co-produttore di 6 brani e suona la chitarra in Sky Pup e le percussioni in Spread Eagle Beagle.

## Background e registrazione
Kurt Cobain era stato accettato come produttore dai Melvins dopo che questi era stato suggerito da un rappresentante della Atlantic Records, che si occupava anche del management di Cobain. Nonostante i crediti di co-produzione, il coinvolgimento di Cobain nel disco fu marginale. Andrew Harles, che incluse Houdini nel suo libro Gimme Indie Rock: 500 Essential American Underground Rock Albums 1981-1996, raccontò che Cobain passò la maggior parte delle sessioni a dormire. Jonathan Burnside, un collaboratore dei Melvins ed ingegnere del suono del disco, ricorda che "Non è una bella memoria quella dell'album Houdini con Kurt Cobain ed i Melvins. Problemi di comunicazione, droghe, i profitti delle major, la riabilitazione, gli slittamenti di programma, le pugnalate alle spalle ed i crediti attribuiti in modo sbagliato...è stato un inferno." Nel 2009, l chitarrista e cantante dei Melvins, Buzz Osborne disse che Cobain non era "in condizioni di produrre nulla", e raccontò a Kerrang, in un'intervista del 2008:
"Houdini fu il primo album che facemmo per Atlantic Records e certamente il disco che abbiamo venduto di più, sebbene non abbastanza per poter fare un acconto per una nuova Rolls o qualcosa del genere! è arrivato con l'ondata della roba dei Nirvana e sono sicuro che, se non fosse stato per quello, non ci sarebbe mai stato interesse da parte di una major. Noi volevamo fare una registrazione che non alienasse i nostri fan, ma volevamo fare qualcosa che ci piacesse. Sapevamo anche che non saremmo stati lì a togliere la polvere da un disco di platino di lì a breve, capisci? Abbiamo fatto una manciata di sessioni con Kurt Cobain [come produttore], ma la cosa è arrivata al punto che era così fuori controllo che praticamente lo abbiamo licenziato e ce ne siamo andati per la nostra strada, che è un peccato, perché penso che sarebbe stato divertente. Ovviamente questo è solo un piccolo assaggio di tutto quello che è successo alla fine e non ho un bel ricordo del tutto - è stata una tragedia totale".
Nonostante nel libretto venga indicata Lorax come la bassista della band, pare che non abbia suonato nel disco. Riguardo ai crediti per le parti di basso, Osborne dichiarò: "In questo album ci siamo solo io e Dale Crover. Il basso l'ho suonato io o lui su quasi tutte le tracce, indipendentemente da quanto c'è scritto nei crediti..."
La copertina dell'album contiene un'illustrazione di Frank Kozik.

## Tracce
Testi e musiche dei Melvins, eccetto dove indicato.
1. Hooch – 2:51
2. Night Goat – 4:41
3. Lizzy – 4:43
4. Goin' Blind – 4:32 (Simmons/Coronel)
5. Honey Bucket – 3:01
6. Hag Me – 7:06
7. Set Me Straight – 2:25 (Osborne/Dillard/Lukin)
8. Sky Pup – 3:50
9. Joan of Arc – 3:36
10. Teet – 2:51
11. Copache – 2:07
12. Pearl Bomb – 2:45
13. Spread Eagle Beagle – 10:13

- alcune copie in vinile includono il pezzo Rocket Reducer No. 62 (Rama Lama Fa Fa Fa) degli MC5 al posto di Spread Eagle Beagle.
- la versione CD giapponese contiene Rocket Reducer No. 62 (Rama Lama Fa Fa Fa) come pezzo n. 14 alla fine del disco.

## Formazione

### Gruppo
- Buzz Osborne - voce, chitarra, basso, missaggio, produzione
- Lorax - basso (accreditata erroneamente)
- Dale Crover - batteria, voce, cori, basso, missaggio, produzione

### Altri musicisti
- Kurt Cobain - chitarra sulla traccia 8, percussioni sulla traccia 13
- Bill Bartell - basso, chitarra solista (traccia 4)
- Al Smith - percussioni sulla traccia 13
- Mike Supple - percussioni sulla traccia 13